# ТЕЦ CUP-1
12°42′4″ пн. ш. 101°7′32″ сх. д. / 12.70111° пн. ш. 101.12556° сх. д.
ТЕЦ CUP-1 — теплоелектроцентраль у тайській провінції Районг в індустріальному парку Мап-Та-Пхут.
У 2006 році на майданчику станції стали до ладу 6 газових турбін потужністю по 37,6 МВт. Відпрацьовані ними гази живлять котли-утилізатори, проте не з метою створення комбінованого парогазового циклу, а для виробництва пари, яку постачають підприємствам індустріальної зони. З урахуванням допоміжного котла продуктивністю 50 тон пари на годну станція може виробляти до 890 тонн пари на годину.
Як паливо станція використовує природний газ (в тій же індустріальній зоні знаходяться ГПЗ Районг, через який проходить продукція родовищ Сіамської затоки, та термінал для імпорту ЗПГ Мап-Та-Пхут).
Власником станції є Global Power Synergy Public Company Limited (GSPC, електроенергетичний підрозділ тайського державного нафтогазового концерну PTT).